# Pałac opatów krzeszowskich w Świdnicy
Pałac opatów krzeszowskich w Świdnicy – zabytkowy pałac wybudowany w 1725 r., w miejscowości Świdnica.

## Historia
Pałac powstał z inicjatywy opata krzeszowskiego Dominicusa Geyera, zaprojektował go i nadzorował budowę świdnicki mistrz budowlany Felix Anton Hammerschmidt. Zbudowano go w latach 1723-1725 przy Köppenstraße (obecna Franciszkańska) jako rezydencja opatów krzeszowskich, którzy przyjmowali tu gości lub przebywali w czasie obrad sejmiku ziemskiego. Po pierwszej wojnie śląskiej w 1741 został odebrany opactwu stał się własnością korony tj. Fryderyka II Wielkiego i został przekazany na siedzibę komendanta Twierdzy Świdnica, był wówczas ulubionym miejscem pobytu generała Heinricha Augusta de la Motte Fouqué. Po sekularyzacji w latach 1810-1818 służył jako arsenał, a następnie jako urząd skarbowy. W latach 2003–2005 przeprowadzono generalny remont. Obecnie pałac jest siedzibą Miejskiej Biblioteki Publicznej im. C. K. Norwida w Świdnicy.

## Opis
Dwupiętrowy pałac, wybudowany na planie prostokąta z wewnętrznym dziedzińcem. Pałac ozdobiony licznymi detalami architektonicznymi: wazony, ślimacznice, posiadający wewnątrz wystrój barokowy m.in.: sztukaterie na sklepieniach. Autorem rzeźb na elewacji był świdnicki rzeźbiarz Georg Leonhard Weber.